# Imantocera plumosa
Imantocera plumosa es una especie de escarabajo de la familia Cerambycidae. Fue descrita por Guillaume-Antoine Olivier en 1792, originalmente bajo el género Cerambyx. Se encuentra en Java, Borneo, Malasia y Sumatra.